# Ahlefeld
Ahlefeld är en ortsteil i kommunen Ahlefeld-Bistensee i Kreis Rendsburg-Eckernförde i förbundslandet Schleswig-Holstein i Tyskland. Ahlefeld var en kommun fram till den 1 mars 2008 när den uppgick i Ahlefeld-Bistensee. Ahlefeld hade 180 invånare 2007.